# Minneapolis Auditorium
Minneapolis Auditorium fue un pabellón deportivo localizado en Minneapolis, Minnesota. En él, Minneapolis Lakers disputó sus partidos como local desde 1947 hasta 1960, cuando la franquicia se mudó a Los Ángeles. El pabellón fue construido en 1927 y en él cabían 10 000 espectadores. Fue demolido en 1989 para construir un palacio de congresos.